# Emma Broyles
Emma Leigh Broyles (nacida el 25 de julio de 2001) fue coronada Miss Alaska 2021 y Miss America 2022 el 16 de diciembre de 2021, su centenario. Ella es la primera Miss Alaska en ser coronada Miss America. También es la primera titular fuera de los Estados Unidos contiguos desde Ángela Pérez Baraquio de Hawái en Miss America 2001.
Durante la competencia de Miss America, Broyles destacó su vulnerabilidad y franqueza en las redes sociales sobre el trastorno por déficit de atención con hiperactividad y la dermatilomanía (la urgencia o el impulso repetido de rascarse la propia piel), así como su historial como voluntaria en las Olimpiadas Especiales. Antes de la competencia, planeó convertirse en asociado médico debido a preocupaciones financieras sobre el costo de la escuela de medicina, aunque afirmó que sus circunstancias cambiaron debido a que ganó las becas de la competencia. Recibió un récord de $100,000 en becas y sucedió a Camille Schrier.

## Primeros años y educación
Broyles nació en Anchorage, Alaska de Julie y Ronald Broyles. Tiene un hermano mayor, Brendan, y un hermano menor, Benjamin. Sus abuelos maternos emigraron de Corea del Sur a Alaska.
El 25 de enero de 2022, el gobernador de Alaska, Mike Dunleavy, invitó a Broyles como invitada de honor a Juneau, Alaska, para el discurso sobre el estado del estado de 2022. Broyles fue honrada por convertirse en la primera de Alaska en ganar el título de Miss America en los 100 años de historia de la competencia. El 7 de abril de 2022, los senadores estadounidenses de Alaska, Lisa Murkowski y Dan Sullivan, presentaron la Resolución del Senado 584, «Felicitando a la señorita Emma Broyles de Alaska por ser coronada Miss America 2022».
Broyles se graduó de Anchorage's Service High School en 2019, donde fue copresidenta del Partners Club patrocinado por Special Olympics debido a su conexión personal con su hermano mayor con síndrome de Down. Actualmente asiste a Barrett, The Honors College de la Universidad Estatal de Arizona. Broyles se está especializando en ciencias biomédicas con especialización en interpretación de voz. Ella planea asistir a la escuela de medicina y convertirse en dermatóloga.

## Carrera en certámenes

### Miss Anchorage's Outstanding Teen 2017
En enero de 2017, Broyles ganó el título de Miss Anchorage's Outstanding Teen en el concurso Miss Anchorage 2017 a la edad de 15 años.

### Miss Alaska's Outstanding Teen 2017
En junio de 2017, Broyles ganó el título de Miss Alaska's Outstanding Teen en el concurso Miss Alaska 2017 a la edad de 15 años.

### Miss America's Outstanding Teen 2018
Broyles compitió por el título de Miss America's Outstanding Teen 2018 en julio de 2017 a la edad de 16 años. No clasificó ni ganó ningún premio preliminar o no finalista.

### Distinguished Young Woman of Alaska 2019
Broyles ganó el título de Distinguished Young Woman of Alaska 2019 en la competencia Distinguished Young Woman en noviembre de 2018 a la edad de 17 años.

### Miss Alaska 2021
Broyles fue coronada Miss Alaska el 17 de junio de 2021 y ganó en su primer intento a la edad de 19 años. Ella no portó un título local, pero pudo competir como candidata general ya que Alaska no requiere que las candidatas tengan un título local para competir a nivel estatal. Broyles ganó los premios Talent Phase y People's Choice.

### Miss America 2022
El 12 de diciembre de 2021, Broyles ganó una beca de $ 1,000 como ganadora del lanzamiento de impacto social de la primera noche preliminar de la competencia.
El 16 de diciembre de 2021, Broyles ganó la competencia Miss America 2022 a la edad de 20 años y ganó una beca de $ 100,000.

## Reinado como Miss America 2022
Durante su reinado como Miss America, Broyles abogó por el programa de Special Olympics y la representación de los medios de comunicación asiático-estadounidenses y nativos de Alaska. También participó en el Desfile de Acción de Gracias de Macy's de 2022, voló con los Thunderbirds de la Fuerza Aérea de los Estados Unidos en un avión F-16, y el senador Dan Sullivan la honró como la «Alasqueña de la semana» en el piso del Senado de los Estados Unidos. Durante la competencia Miss America 2023, Broyles usó un vestido creado por el alumno de Project Runway, Aaron Michael, que presentaba retratos de ganadoras anteriores de Miss America.